# Conus ceylanensis
Conus ceylanensis é uma espécie de gastrópode do gênero Conus, pertencente a família Conidae.